# Maragogype

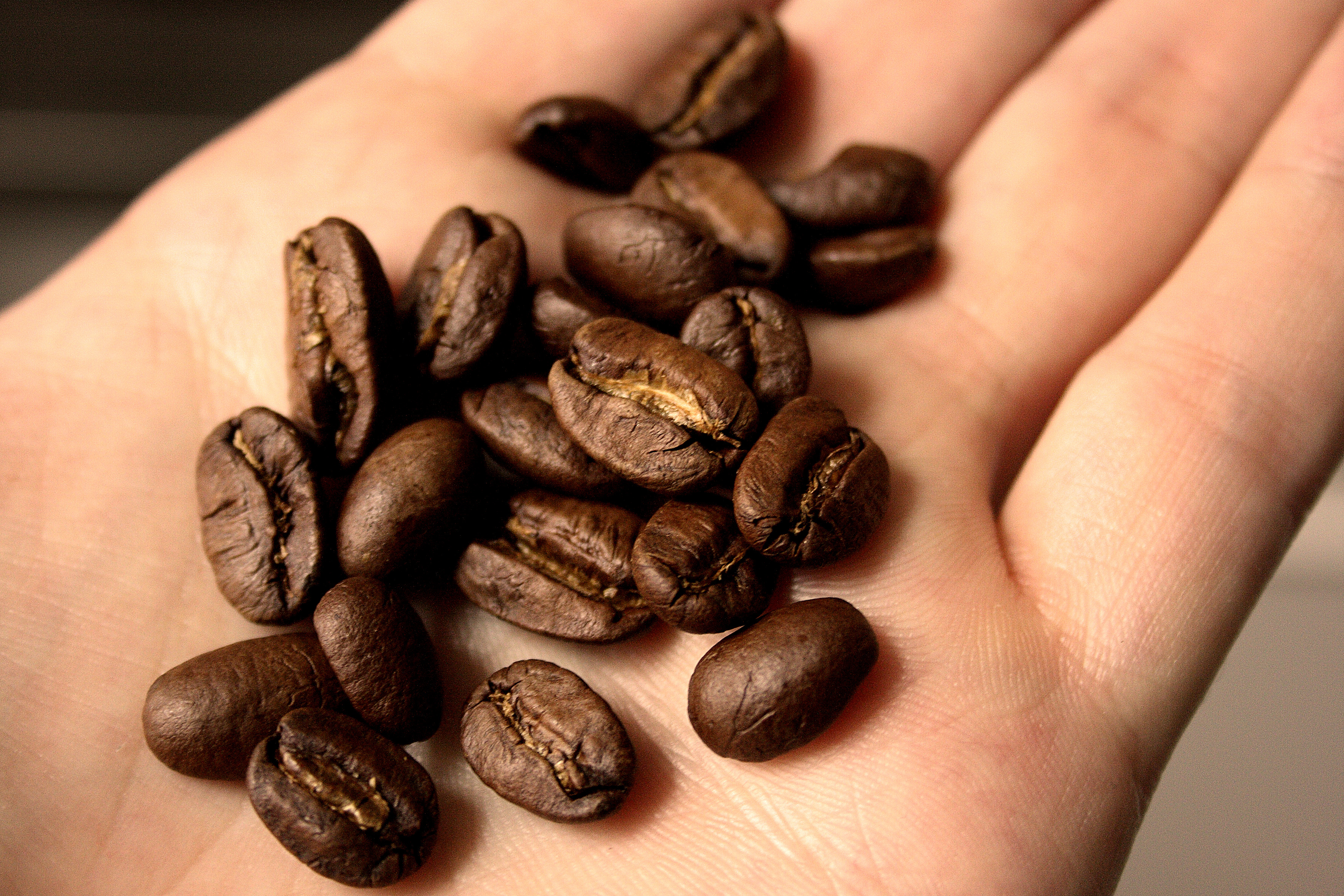
Geröstete Maragogype-Bohnen aus Nicaragua

Maragogype – [maɾɐɣuˈʒipi] – ist eine Kreuzung der herkömmlichen Arabica-Kaffeebohne mit der Liberica-Kaffeebohne. Benannt ist sie nach der brasilianischen Hafenstadt Maragogipe. Die Maragogype-Kaffeebohne wird aufgrund ihrer auffälligen Größe – sie ist 30 bis 40 % größer als die Arabicabohne – auch als Elefantenbohne bezeichnet. Im gerösteten Zustand kann die Bohne eine Länge von zirka 16 bis 24 Millimetern und eine Breite von etwa 12 bis 16 Millimetern aufweisen.
Die Kaffeesorte Maragogype ergibt einen sehr milden, säurearmen und deshalb magenschonenden Aufguss. Aus diesem Grund ist sie sehr beliebt bei Pressstempelkanne- bzw. Filterkaffeetrinkern und seltener in Espressoröstungen anzutreffen. Die Röstung ist im Vergleich zu anderen Sorten vergleichsweise hell. 
Maragogype wird hauptsächlich in Mexiko und Nicaragua angebaut, wobei der Beste aus der Region Chiapas kommt.  